# Slovenská Ľupča
Slovenská Ľupča (1808 Lupča, 1920 Slovenská Ľupča, Zvolenská Ľupča, od 1927 Slovenská Ľupča, maďarsky 1773 Zolyo-Lipcse, 1786 Lipcsche, Zolyo-Lipcsche, Tóth-Lipcsche, 1808 Tót-Lipcse, Zólyo-Lipcse, Zólyomlipcse, 1863 Tótlipcse, 1873 až 1882 Tótlipcse, Zólyomlipcse, 1888 až 1913 Zólyomlipcse, německy 1786 Böhmisch-Lipcsche, 1808 Bőhmisch-Luptsch, Slowakisch Liptsch, česky 1952 Slovenská Lupča, latinsky 1263 Lypcha, Lipcha) se nachází jako obec na Slovensku v okrese Banská Bystrica, dříve ve Zvolenské župě. Roku 1944 k této obci byla přičleněna obec Ľupčianska Ulica (1920 Ľupčianská Ulica, Ľupčica, tedy stejně jako potok Ľupčica, 1927 až 1944 Ľupčianska Ulica, maďarsky 1863 Lipcseiútca, 1873 až 1882 Utcalipcse, 1888 až 1913 Lipcseutca). K roku 1773 uváděna jako městys jazyka slovenského s římskokatolickým farářem a s učitelem v Horním okrese Zvolenské župy. Za SMER byl roku 2010 starostou Miroslav Macák. V obci žije přibližně 3 300 obyvatel. První písemná zmínka o obci pochází z roku 1250.

## Partnerské obce
- Partizánska Ľupča, Slovensko
- Neuhofen an der Ybbs, Německo
- Široké, Slovensko
- Vlčany, Slovensko

## Osobnosti obce
- František Vešeléni (1605–1667) – uherský hrabě a podžupan, vůdce protihabsburského spiknutí
- Samuel Reuss (1783–1852) – etnograf, historik, evangelický kněz
- Daniel Gabriel Lichard (1812–1882) – spisovatel
- Daniel Šustek (1846–1927) – truhlář, podnikatel a krajanských činitel
- Samuel Czambel (1856–1909) – jazykovědec a překladatel
- Emil Belluš (1899–1979) – architekt, představitel funkcionalismu
- Tibor Andrašovan (1917–2001) – hudební skladatel a dirigent
- Bohuslav Cambel (1919–2006) – geochemik a geolog
- Roman Kaliský (1922–2015) – reportér časopisu Kultúrny život a spisovatel